# Asta Strömberg

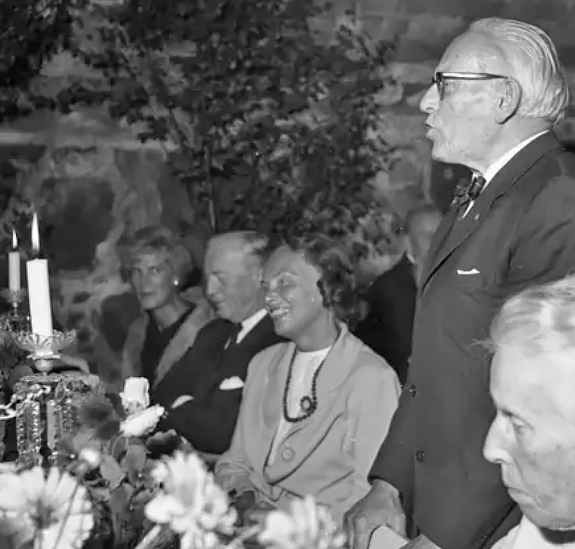
Asta Strömberg, längst till vänster, under Edward Halds 80-årsdag på Kronobergs slott. Hald håller tal.

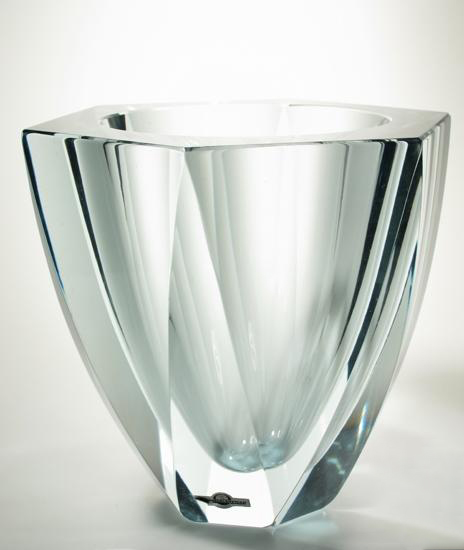
Vas formgiven av Asta Strömberg 1963 för Strömbergshyttans glasbruk

Asta Elvira Strömberg (från 1967 af Klinteberg), född Fernwall 27 februari 1916 i Välluvs socken, Malmöhus län, död 22 november 2011 i Lund (folkbokförd i Hovmantorp), var en svensk glaskonstnär.
Hon var dotter till järnvägstjänstemannen Emil Fernwall och Edith Johansson och från 1936 gift med civilingenjören Eric Edwardsson-Strömberg. Efter sin makes död 1960 övertog hon ledningen för familjeföretaget Strömbergshyttan där hon under flera år varit verksam som formgivare. Hon gifte om sig 1967 med Wilhelm af Klinteberg.
Hennes formgivning knyter an till de mönster och former som introducerades vid glasbruket 1933 av Gerda och Edvard Strömberg. Hennes glaskompositioner kännetecknas av föremål med tjockväggiga väggar i en klassisk stil med en facettslipning som framhäver materialet i föremålen. Hon har varit representerad vid flera amerikanska utställningar och medverkade med ett flertal föremål i en utställning på Hallands museum 1962. Strömberg är representerad vid Nationalmuseum och museum i Buenos Aires, New York, Wilmington och Svenska institutet i Minneapolis.